# Mali Bođislov
Mali Bođislov (mađ. Külbogyiszló, Külbogyiszló tanya) je pogranično selo u jugoistočnoj Mađarskoj.

## Zemljopisni položaj
Nalazi se južno od Nadvara (Dudvara), sjeveroistočno od Čikuzde i Čenada, sjeveroistočno je Loma, a jugoistočno je Rim.

## Upravna organizacija
Upravno pripada bajskoj mikroregiji u Bačko-kiškunskoj županiji. Poštanski je broj 6345. Pripada selu Dudvaru.

## Stanovništvo
Stanovnike se naziva Bođislovcima i Bođislovkinjama.

## Promet
1 km sjeverozapadno od sela prolazi državna cestovna prometnica br. 54.